# 長野市立山王小学校
長野市立山王小学校（ながのしりつさんのうしょうがっこう）は、長野県長野市岡田町にある公立小学校。

## 概要
長野市街地の西部、長野駅の北西700mほど・長野県庁舎の南400mほどに位置する。校地は裾花川と国道19号（県庁通り）に挟まれる。
1923年（大正12年）、当時市内一校制をとっていた長野市立長野尋常高等小学校において、児童数の増加に対応するため、城山部校（現 長野市立城山小学校）・後町部校（のちの長野市立後町小学校）から分離し山王部校として開校した。なお、当時は高等科は後町部校に集約されていたため、尋常科のみが置かれた。のちに長野市域の拡大に伴い一校制は撤廃の方向となり、1926年（大正15年）に山王尋常小学校として独立した（高等科は国民学校となったのちの1942年（昭和17年）に設置）。
戦後は住宅地が郊外に拡大するなかで、中心市街地の児童数が減少。本校も新学制となった1947年（昭和22年）の児童数が1,832名であったところ、40年後の1987年（昭和62年）には545名まで減少している。このため、昭和60年代から中心市街地6小学校（本校のほか城山・後町・鍋屋田・加茂・城東）の再編が議論されるようになった。1995年（平成7年）から「中心市街地のまちづくりと小学校の適正配置研究委員会」で検討が進められ、「後町・鍋屋田・山王を1校に、城山・加茂（・城東）を1校にそれぞれ統合」といった素案も出るなか、2000年（平成12年）には「後町・鍋屋田・山王を統合し、統合校は山王小学校跡地に設ける」との中間提言がなされた。しかし、関係者の反発の声やその後の状況変化を受け方針が見直しとなり、最終的には2013年（平成25年）に後町小学校のみ閉校となった。2025年（令和7年）時点の本校の児童数は152名。
校歌は、林柳波 作詞・井上武士 作曲。校章は、学校の象徴であるハクモクレンを基調に「山王」の文字を配したもので、1933年（昭和8年）に制定したものを基にして1964年（昭和39年）に改めたもの。

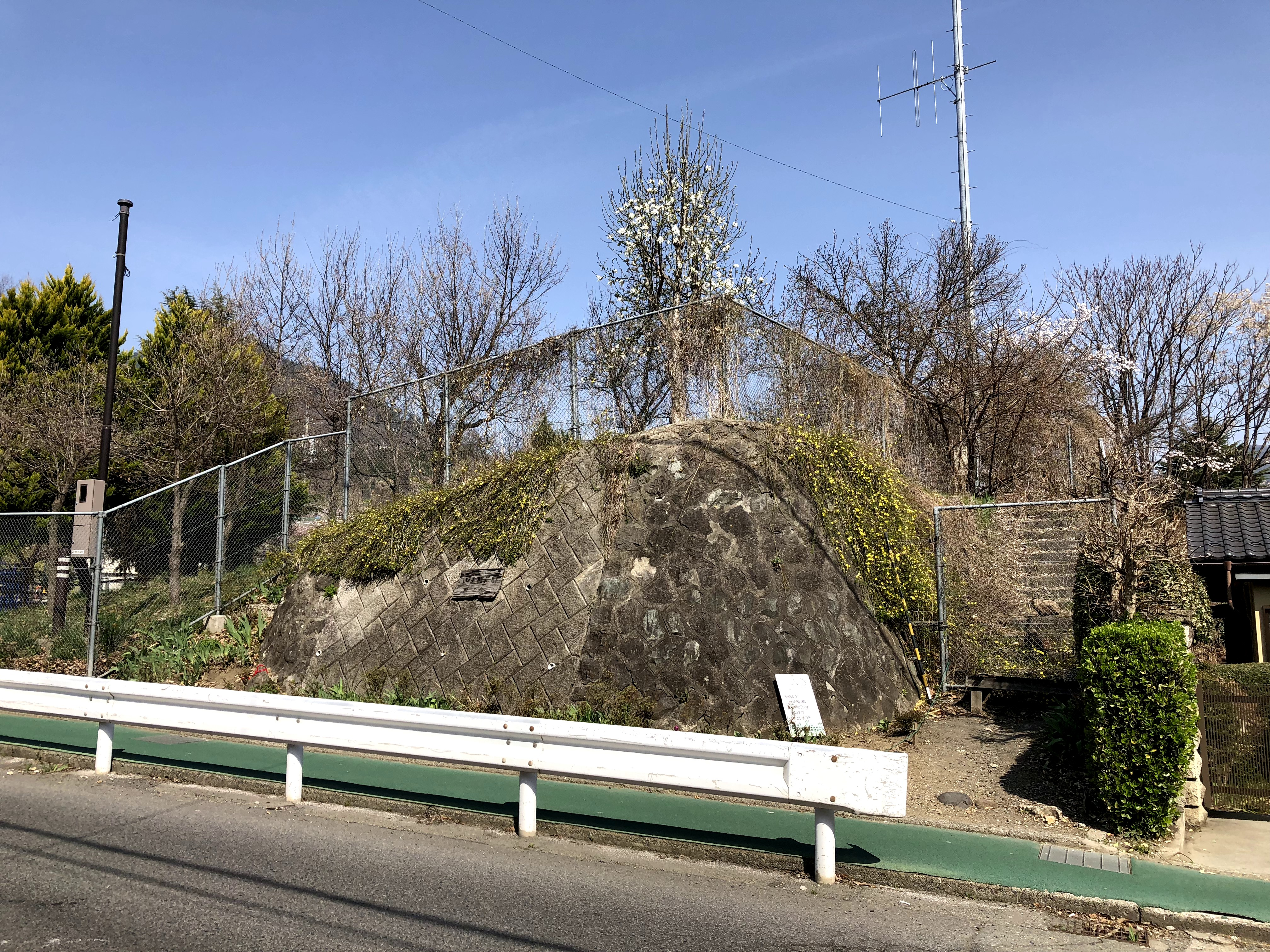
校庭の南東にある山王駅遺構（築堤・階段）

校地内には、1936年（昭和11年）から1944年（昭和19年）にかけて運行していた善光寺白馬電鉄の山王駅の遺構である築堤や階段が残る。かつては跨道橋の橋台も残っていたが、現存しない。

## 沿革
（出典）
- 1923年（大正12年）4月1日 - 長野市立長野尋常高等小学校山王部校として開校。
- 1926年（大正15年）4月1日 - 長野市立山王尋常小学校として独立。
- 1941年（昭和16年）4月1日 - 国民学校令施行。長野市立山王国民学校となる。
- 1942年（昭和17年） - 高等科を設置。
- 1947年（昭和22年）4月1日 - 学校教育法施行。長野市立山王小学校となる。
- 1975年（昭和50年） - 通学区域変更。小柴見・平柴・平柴台を長野市立安茂里小学校から本校に変更。

## 通学区域
- 大字南長野
  - 南県町
  - 北石堂町
  - 南石堂町
  - 末広町
- 大字中御所（岡田町）
- 中御所町四丁目
- 中御所一丁目
- 大字平柴の一部
- 大字小柴見
- 平柴台

## 交通
- 長野駅善光寺口からアルピコ交通（川中島バス）30・37系統またはぐるりん号「山王小学校前」下車